# Nanohammus grangeri
Nanohammus grangeri är en skalbaggsart som beskrevs av Stefan von Breuning 1962. Nanohammus grangeri ingår i släktet Nanohammus och familjen långhorningar.
Artens utbredningsområde är Laos. Inga underarter finns listade i Catalogue of Life.